# Maurice Whitney
Maurice C. Whitney (Glens Falls (New York), 1909 – 1984) was een Amerikaans componist, muziekpedagoog en dirigent.

## Levensloop
Whitney studeerde aan het Ithaca College School of Music in Ithaca (New York), aan de City University New York (CUNY) in New York, het Teachers College aan de Columbia-universiteit in New York, het Westminster Choir College aan de Rider Universiteit in Lawrenceville (New Jersey) en aan het New England Conservatory in Boston.
Whitney werkte aansluitend als solist, dirigent en componist in New York en Sun City Centre in Florida. Verder was werkte hij als koorleider en organist in kerken, hij leerde in openbare scholen en colleges. Als componist schreef hij werken voor theater en dansgroepen, harmonieorkesten, instrumentale ensembles en koren.
Whitney werd onderscheiden met talrijke prijzen, onder ander met een belovende aanmerking van het Ithaca College School of Music in Ithaca (New York) voor zijn buitengewoon werk als muziekpedagoog, de New York State Teacher of the Year Award en de benoeming tot eredoctor van het Elmira College in Elmira (New York).

## Composities

### Werken voor orkest
- 1958 Toy Train, voor orkest
- Dance Suite, voor strijkorkest
  1. Allemande
  2. Gigue
  3. Sarabande

### Werken voor harmonieorkest
- 1948 Thendara Overture
- 1949 Rhumba, voor altsaxofoon en harmonieorkest
- 1950 Introduction and Samba, voor altsaxofoon en harmonieorkest
- 1951 Choral Prelude on Dundee
- 1951 Frankie and Johnny, ouverture
- 1952 Bazaar
- 1952 Santa Fee Trail, ouverture
- 1957 Country Dance
- 1958 Dramatic Episode
- 1960 Nocturne, voor trompet en harmonieorkest
- 1960 Pastel
- 1961 Ballad
- 1963 Ceremonial March
- 1969 Prelude on Greensleeves
- 1969 Renaissance Suite
- A Foster Fantasy
- Concertino, voor trompet en harmonieorkest
- Deck the Halls
- Dorian Overture
- Holiday in Naples
- River Jordan

### Werken voor koren
- From Sea to Shining Sea

### Vocale muziek
- The Easter Story, Anthem voor sopraan, alt, tenor en bas
- Blessed is the man, Anthem voor sopraan, alt, tenor, bas en orgel

### Kamermuziek
- 1947 Roulade, voor klarinetkwartet
- 1949 Adagio and Fugue, voor dwarsfluit, klarinet, viool, altviool en cello
- 1952 Roaming River, voor klarinet en piano
- 1962 Gigue, voor klarinet en piano
- Bach, voor drie blokfluiten
- Cortège, voor trombone en piano
- Introduction and Samba, voor altsaxofoon en piano
- Rumba, voor altsaxofoon en marimba
- The Bass Quartet, voor vier bas-blokfluiten
- The Carnival Suite, voor twee alt-, tenor- en bas-blokfluit
  1. The Carousel
  2. The Tunnel of Love
  3. The Roller Coaster

## Publicaties
- Backgrounds in Music Theory, Wadsworth Pub Co, (Juni 1954), ISBN 002872870X
- 150 Progressive Exercises for Melodic Dictation. New York, NY: Schirmer Books, 1954

- Bibsys: 4052553
- Bibliothèque nationale de France: cb148436605 (data)
- Gemeinsame Normdatei: 1047876051
- International Standard Name Identifier: 0000 0001 2028 8441
- Library of Congress Control Number: n87809604
- Nationale Bibliotheek van Letland: 000085334
- MusicBrainz: 5dc252a0-56de-4aef-8fb8-b202f0ecf2e1
- Nationale Bibliotheek van Tsjechië: mzk2011633495
- Nationale Bibliotheek van Israël: 987007589950105171
- Virtual International Authority File: 76583434
- WorldCat: E39PBJhH34HGwhrfwtgxvpxMT3